# サチ録〜サチの黙示録〜
『サチ録〜サチの黙示録〜』（サチろく〜サチのもくしろく〜）は、茶んたによる日本の漫画作品。ウェブコミック配信サイト『少年ジャンプ+』（集英社）にて、2023年7月7日より2025年4月25日まで連載。
単行本第1巻の帯ではつくしあきひとがコメントを寄稿している。2024年6月、「次にくるマンガ大賞 2024」Webマンガ部門にて5位を獲得。

## あらすじ
6歳の女の子上野サチは、人類の命運を決める「人間神判」の人類代表とて選ばれた。悪魔と天使がひとりの人間を審査し、その結果で人類を存続させるか滅亡させるかを決める「人間神判」。悪魔は人類滅亡のためサチを悪事にそそのかし、天使は人類存続のために善行へ導こうとするが…。人類の存亡をかけた、悪魔と天使との共同生活が始まった。
人間審判
選ばれし人類代表を代表の天使と悪魔１名ずつが一定期間監視し、人類を存続させるか滅亡させるかを決める審査。審査対象の人間が善行をすれば天使側がポイントを与え、悪行をすれば悪魔が側がポイントを減らす。審査期間終了時点で加算ポイントが多ければ人類は存続を許され、減算ポイントが多ければ人類は滅亡させられる。どのような行為にどれくらいのポイントを加減算するかは、監視担当の天使と悪魔個人の判断に委ねられている。また「決闘ルール」という、監視役の天使と悪魔が取り決めた一定の行動を審査対象の人間が行えるかどうかに任意のポイントを賭けられるギャンブル的ルールも存在する。（作中では「サチに勉強させることができるか、遊ばせることができるか」という内容で100点を賭けた。）

## 登場人物
上野サチ（うえの サチ）
人類の存続をかけた人間神判の審査の対象になった6歳の女の子。2歳の頃に両親を交通事故で亡くしており児童養護施設「いこいの園」で暮らしていたが、人間審判の人類代表に選ばれたことで天使代表ランと悪魔代表ボロスとの３人での共同生活をすることになった。近所の周りでたくさんの住宅へピンポンダッシュのいたずらをし、かつ天邪鬼でなかなか大人のいうことを聞かない悪ガキっぷりな性格。ただしアクション映画好きが高じてハリウッドスターのマーヴの熱狂的ファンであり、彼の言うことなら何でも聞いてしまう。また、優しく友達思いで人情深い面もある。
ラン
人類の存続の使命を抱え審査対象のサチの良い所を記録する天使代表。天界での幼少期から厳しい両親と一切の娯楽が制約された暮らしの反動で、地球上での生活はサチへの加点記録をおろそかにし、酒や食を貪る怠惰な生活をしがちになる。だらしない性格で、天使の象徴とも言うべき頭上の輪っか(着脱自由)は頻繁に紛失し、人間審判で記録した手帳すら落としたこともある。一方でサチの良き理解者であり、サチへの厳しい教育指導を天界から指示されていたにも関わらずそれを守らず、サチと非常に良好な関係を築く。
ボロス
人類の滅亡の使命を抱え審査対象のサチの悪い所を記録する悪魔代表。粗暴な雰囲気があるが実は中身は非常に真面目で、サチの言動を綿密にチェックし人間神判の規定を守った堅実な減点してくる。サチに加点のチャンスを与えないため善行に繋がりうる掃除・洗濯・炊事といった家事全般をすべてボロスだけでこなし、またサチが健康に人間審判を受けられるよう栄養バランスの整った食事の献立を考えてくれる。作中では一番の良識人かつツッコミ役となっている。

## 書誌情報
- 茶んた 『サチ録〜サチの黙示録〜』 集英社〈ジャンプ コミックス〉、全5巻
  1. 2023年11月2日発売[3][5]、ISBN 978-4-08-883798-7
  2. 2024年4月4日発売[6]、ISBN 978-4-08-884040-6
  3. 2024年9月4日発売[7]、ISBN 978-4-08-884246-2
  4. 2025年2月4日発売[8]、ISBN 978-4-08-884437-4
  5. 2025年7月4日発売[9]、ISBN 978-4-08-884674-3